# Talismanul toreadorului
Talismanul toreadorului (titlul original: în spaniolă El relicario) este un film dramatic american, 
de comedie englez, realizat în 1970 de regizorul Rafael Gil, după un subiect de Rafael J. Salvia, protagoniști fiind actorii Carmen Sevilla, Arturo Fernández, Manolo Gómez Bur și Miguel Mateo 'Miguelín'.

## Rezumat
În timp ce urmărea la televizor o luptă cu tauri la care participă fiul său Luis, matadorul Rafael Lucena moare în urma unui infarct când o descoperă în piață pe Virginia, o femeie foarte asemănătoare cu Soledad, marea dragoste a tatălui său, care a murit din cauza ei. Atât Luis, cât și fratele său Alejandro o cunosc pe cântăreața Virginia și se îndrăgostesc de ea. Dar când Luis suferă un accident grav de congestie cerebrală, începe să bănuiască că poate Virginia este cea care atrage ghinionul...

## Distribuție
- Carmen Sevilla – Virginia / Soledad
- Arturo Fernández – Alejandro
- Manolo Gómez Bur – Aquiles Lombardo
- Miguel Mateo 'Miguelín' – Luis Lucena / Manuel Lucena
- Amparo Martí –
- Francisco Piquer – Mariano
- Venancio Muro – taximetristul
- Alberto Fernández – El Gordo
- Alfredo Santacruz –
- Jesús Guzmán – Curro
- Rafael Hernández – șoferul
- Antonio Díaz Cañabate – Señor Cañabate
- Jesús Tordesillas –
- Matías Prats – el însăși
- Rafael Alonso – Dr. Alonso
- Tomás Blanco – tatăl lui Luis Lucena

## Lansare
Filmul Talismanul toreadorului a avut premiera în Spania la Madrid pe data de 29 martie 1970.
În România premiera filmului a avut loc la data de 11 mai 1981 la cinematografele „Luceafărul”, „Capitol” și „Modern” din capitală.